# Wonocolo (Taman)
Wonocolo is een bestuurslaag in het regentschap Sidoarjo van de provincie Oost-Java, Indonesië. Wonocolo telt 8456 inwoners (volkstelling 2010).